# Goniothalamus miquelianus
Goniothalamus miquelianus är en kirimojaväxtart som beskrevs av Richard M.K. Saunders. Goniothalamus miquelianus ingår i släktet Goniothalamus och familjen kirimojaväxter. Inga underarter finns listade i Catalogue of Life.